# Ернст Кальс
Ернст Кальс (нім. Ernst Kals; 2 серпня 1905, Глаухау — 2 листопада 1979, Емден) — німецький офіцер-підводник, капітан-цур-зее крігсмаріне. Кавалер Лицарського хреста Залізного хреста.

## Біографія
31 березня 1924 року вступив на флот. Служив на міноносцях і легких крейсерах. У жовтні 1940 року переведений в підводний флот. Здійснив 1 похід на підводному човні U-37. 11 червня 1941 року призначений командиром U-130, на якому зробив 5 походів (провівши в морі в цілому 286 днів). Брав участь в операції «Друмбет» біля берегів США. Діючи в Карибському морі, Кальс атакував (в надводному положенні) нафтоналивну станцію в Балленбеї. 12 листопада 1942 року атакував добре захищений конвой, що прямував в Марокко, і здобув свій найбільший успіх: протягом 5 хвилин потопив 3 великі американські транспорти загальною водотоннажністю 34 507 тонн. Всього за час військових дій К. потопив 20 кораблів загальною водотоннажністю 145 656 тонн і пошкодив 1 корабель водотоннажністю 6986 тонн.
| Дата              | Назва корабля               | Тип                                                          | Тоннаж | Вантаж                                                                                              | Екіпаж | Загинули | Країна             | Конвой |
| ----------------- | --------------------------- | ------------------------------------------------------------ | ------ | --------------------------------------------------------------------------------------------------- | ------ | -------- | ------------------ | ------ |
| 10 грудня 1941    | Star of Luxor               | Торговий пароплав                                            | 5,298  | 7094 тонни генеральних вантажів і військових товарів, у тому числі 1436 тонн неблагороджних металів | 56     | 4        | Єгипет             | SC-57  |
| 10 грудня 1941    | Kirnwood                    | Торговий пароплав                                            | 3,829  | 5500 тонн зерна                                                                                     | 45     | 12       | Британська імперія | SC-57  |
| 10 грудня 1941    | Kurdistan                   | Торговий пароплав                                            | 5,844  | 6534 тонни генеральних вантажів, включаючи продукти харчування, неблагородні метали і текстиль      | 66     | 10       | Британська імперія | SC-57  |
| 13 січня 1942     | Frisco                      | Торговий пароплав                                            | 1,582  | Пиломатеріали                                                                                       | 19     | 13       | Норвегія           |        |
| 13 січня 1942     | Friar Rock                  | Торговий пароплав                                            | 5,427  | Генеральні вантажі та державні товари                                                               | 37     | 31       | Панама             | SC-64  |
| 21 січня 1942     | Alexandra Høegh             | Тепловий танкер                                              | 8,248  | 12 000 тонн сирої нафти                                                                             | 28     | 0        | Норвегія           |        |
| 25 січня 1942     | Varanger                    | Тепловий танкер                                              | 9,305  | 12 750 тонн мазуту                                                                                  | 40     | 0        | Норвегія           |        |
| 27 січня 1942     | Francis E. Powell           | Паровий танкер                                               | 7,096  | 81 000 барелів мазуту (паливо) та бензину                                                           | 32     | 4        | США                |        |
| 27 січня 1942     | Halo (пошкоджений)          | Паровий танкер                                               | 6,986  | | ?      | ?        | США                |        |
| 11 квітня 1942    | Grenanger                   | Торговий теплохід                                            | 5,393  | Генеральні вантажі та кава                                                                          | 36     | 0        | Норвегія           |        |
| 12 квітня 1942    | Esso Boston                 | Паровий танкер                                               | 7,699  | 105 400 барелів сирої нафти                                                                         | 37     | 0        | США                |        |
| 25 липня 1942     | Tankexpress                 | Тепловий танкер                                              | 10,095 | Баласт                                                                                              | 39     | 0        | Норвегія           |        |
| 27 липня 1942     | Elmwood                     | Торговий пароплав                                            | 7,167  | 7000 тонн генеральних вантажів і військової техніки, включаючи танки                                | 51     | 0        | Британська імперія |        |
| 30 липня 1942     | Danmark                     | Торговий теплохід                                            | 8,391  | Баласт                                                                                              | 46     | 0        | Британська імперія |        |
| 9 серпня 1942     | Malmanger                   | Паровий танкер                                               | 7,078  | 10 040 тонн мазуту                                                                                  | 34     | 2        | Норвегія           | E-5    |
| 11 серпня 1942    | Mirlo                       | Паровий танкер                                               | 7,455  | 10 000 тонн мазуту і дизельного палива                                                              | 37     | 0        | Норвегія           | E-6    |
| 25 серпня 1942    | Viking Star                 | Торговий пароплав                                            | 6,445  | 4519 тонн морожених вантажів і 200 тонн добрив                                                      | 60     | 8        | Британська імперія |        |
| 26 серпня 1942    | Beechwood                   | Торговий пароплав                                            | 4,897  | 3209 тонн генеральних вантажів і 5000 тонн калію                                                    | 44     | 1        | Британська імперія |        |
| 12 листопада 1942 | USS Edward Rutledge (AP-52) | Військове транспортне судно (колишній пасажирський пароплав) | 9,360  | Військові товари і війська                                                                          | ?      | 15       | США                | UGF-1  |
| 12 листопада 1942 | USS Hugh L. Scott (AP-43)   | Військове транспортне судно (колишній пасажирський пароплав) | 12,479 | Військові товари і війська                                                                          | 119    | 59       | США                | UGF-1  |
| 12 листопада 1942 | USS Tasker H. Bliss (AP-42) | Військове транспортне судно (колишній пасажирський пароплав) | 12,568 | Військові товари і війська                                                                          | 235    | 31       | США                | UGF-1  |

1 січня 1943 року призначений командиром 2-ї флотилії підводних човнів, дислокованої у Франції. В травні 1945 року здався французьким військам. 20 січня 1948 року звільнений.

## Звання
- Кандидат в офіцери (31 березня 1924)
- Морський кадет (1 квітня 1925)
- Фенріх-цур-зее (1 квітня 1926)
- Оберфенріх-цур-зее (1 травня 1928)
- Лейтенант-цур-зее (1 жовтня 1928)
- Оберлейтенант-цур-зее (1 липня 1930)
- Капітан-лейтенант (1 квітня 1935)
- Корветтен-капітан (1 серпня 1939)
- Фрегаттен-капітан (1 червня 1943)
- Капітан-цур-зее (1 вересня 1944)

## Нагороди
- Медаль «За вислугу років у Вермахті» 4-го і 3-го класу (12 років)
- Залізний хрест
  - 2-го класу (18 грудня 1939)
  - 1-го класу (18 грудня 1941)
- Нагрудний знак підводника (18 грудня 1941)
- Відзначений у Вермахтберіхт (30 січня 1942)
- Лицарський хрест Залізного хреста (1 вересня 1942)
- Хрест Воєнних заслуг 2-го класу з мечами (30 січня 1944)
- Нагрудний знак «За поранення» в чорному (листопад 1944)